# Pedro Silva Pereira
Manuel Pedro Cunha da Silva Pereira, né le 15 août 1962 à Lisbonne, est un homme politique portugais membre du Parti socialiste (PS). Il est ministre de la Présidence entre 2005 et 2011, dans les gouvernements de José Sócrates.

## Biographie

### Parcours universitaire
En 1984, il obtient un poste d'assistant d'enseignement à l'université de Lisbonne. Il y passe l'année suivante sa licence de droit. Lors de l'année 1986, il devient à la fois professeur auxiliaire à l'université autonome de Lisbonne et avocat.

### Un expert des questions juridiques
Il est recruté au ministère de l'Environnement comme conseiller juridique en 1988 et intègre parallèlement le comité des experts du Conseil de l'Europe pour la réparation des dégâts environnementaux. Entre 1992 et 1996, il est également éditorialiste sur la chaîne privée TVI.
Après avoir obtenu en 1993 une maîtrise de sciences juridiques et politiques, il entre en 1995 au comité des experts nationaux de l'Union européenne pour les responsabilités civiles environnementales.
Il quitte l'ensemble de ces fonctions en 1997, lorsque le nouveau ministre adjoint du Premier ministre José Sócrates le nomme conseiller juridique.

### Entrée en politique
Pedro Silva Pereira entre en politique avec la formation du XIVe gouvernement constitutionnel, dirigé par le Premier ministre socialiste sortant António Guterres. Le 28 octobre 1999, il est effectivement nommé secrétaire d'État, chargé de l'Aménagement du territoire et de la Conservation de la nature auprès du ministre de l'Environnement José Sócrates. Il adhère en 2000 au Parti socialiste (PS).
La démission du gouvernement entraîne des élections législatives anticipées le 17 mars 2002. Il est alors placé en deuxième position sur la liste socialiste dans le district de Vila Real et se voit élu député à l'Assemblée de la République.

### Ministre de la Présidence
En octobre 2004, après l'élection de José Sócrates comme secrétaire général du PS, il est désigné membre du secrétariat national. Il prend alors la succession de José Vieira da Silva au poste de porte-parole du parti.
À nouveau numéro deux sur la liste socialiste de Vila Real, il est réélu à l'occasion des législatives anticipées du 20 février 2005. Le 12 mars suivant, Pedro Silva Pereira est nommé ministre de la Présidence dans le XVIIe gouvernement constitutionnel, dirigé par le nouveau Premier ministre José Sócrates. Pour les élections législatives du 27 septembre 2009, il est investi tête de liste dans son district électoral et réélu député. Il est confirmé dans ses fonctions ministérielles le 26 octobre suivant, et prend la tutelle de cinq secrétaires d'État, contre deux auparavant.
Du fait de l'instabilité politique, des élections législatives anticipées sont convoquées dès le 5 juin 2011. Il se présente pour un quatrième mandat dans le district de Vila Real et se trouve principalement opposé à Pedro Passos Coelho, président du Parti social-démocrate. Il est réélu député alors que le PS passe dans l'opposition.

### Député européen
Le 25 mars 2014, il est investi candidat aux élections européennes du 25 mai suivant, en septième position sur la liste conduite par Francisco Assis. Le jour du scrutin, le PS remporte 8 des 21 sièges à pourvoir. Il est réélu en mai 2019 pour la 9e législature dont il est vice-président jusqu'en 2024.

### Vie privée
Il est marié, père de deux enfants et de religion catholique.